# Mikkel Kirkeskov
Mikkel Kirkeskov Andersen (ur. 5 września 1991 w Aarhus) – duński piłkarz, występujący na pozycji obrońcy.

## Kariera klubowa
Kirkeskov od początku profesjonalnej kariery związany był z klubem Aarhus GF. W 2014 przeszedł do Odense BK, a w 2016 do Aalesunds FK. W 2018 roku podpisał kontrakt z Piastem Gliwice, wraz z którym zdobył mistrzostwo Polski w sezonie 2018/2019. 21 grudnia 2020 roku podpisał kontrakt z niemieckim Holstein Kiel, obowiązujący do lata 2023.

## Kariera reprezentacyjna
W reprezentacji Danii zadebiutował 26 stycznia 2013 roku w towarzyskim meczu przeciwko Kanadzie. Na boisku przebywał przez pełne 90 minut.
| Mecze i gole w reprezentacji | Mecze i gole w reprezentacji | Mecze i gole w reprezentacji | Mecze i gole w reprezentacji | Mecze i gole w reprezentacji | Mecze i gole w reprezentacji | Mecze i gole w reprezentacji |
| #                            | Data                         | Stadion                      | Rywal                        | Wynik                        | Gol                          | Rozgrywki                    |
| 2013                         | 2013                         | 2013                         | 2013                         | 2013                         | 2013                         | 2013                         |
| ---------------------------- | ---------------------------- | ---------------------------- | ---------------------------- | ---------------------------- | ---------------------------- | ---------------------------- |
| 1.                           | 26.01.2013                   | Tucson, USA                  | Kanada                       | 4:0                          | 0                            | towarzyski                   |
| 2.                           | 31.01.2013                   | Glendale, USA                | Meksyk                       | 1:1                          | 0                            | towarzyski                   |